# Oberau (Niederau)

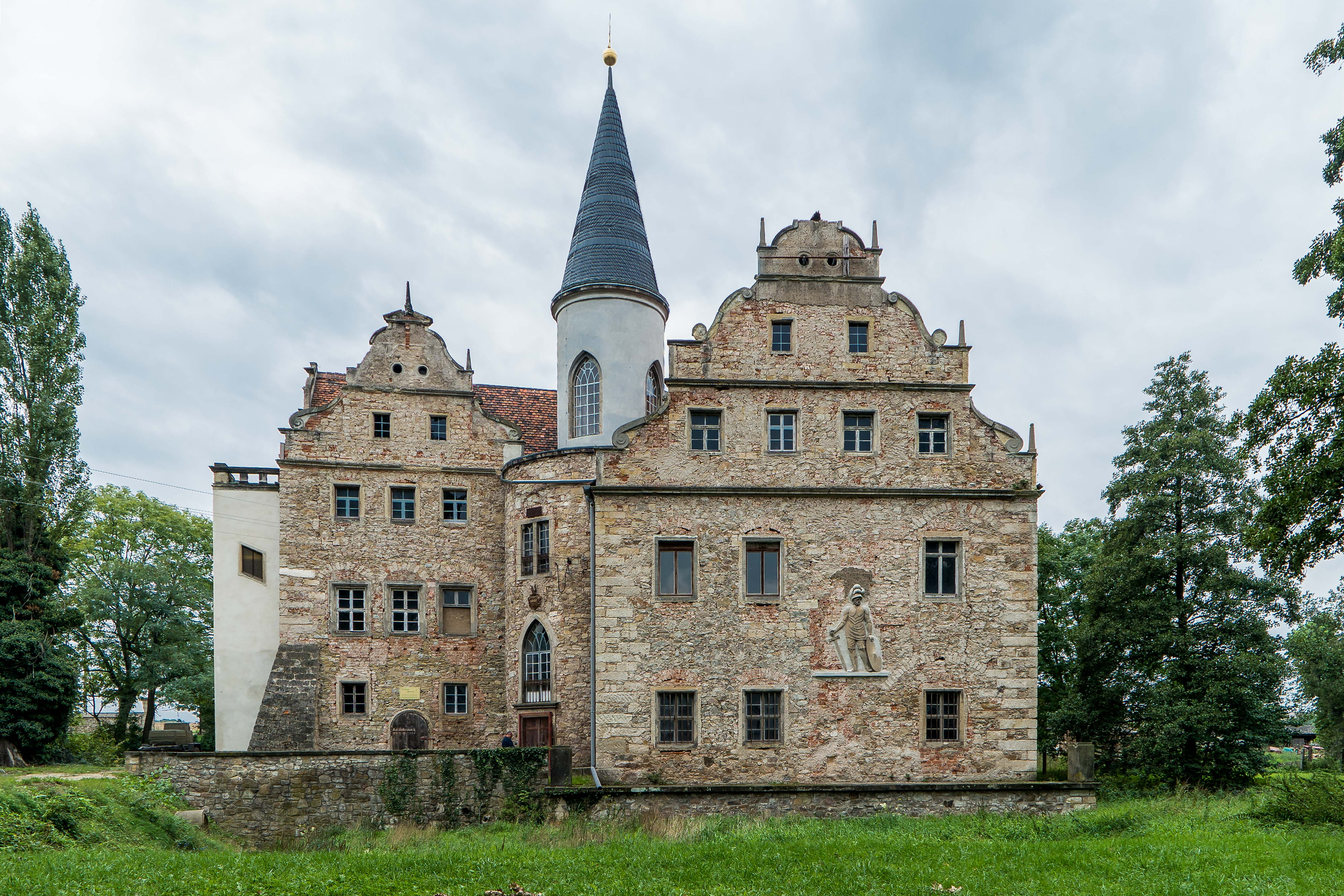
Schloss Oberau

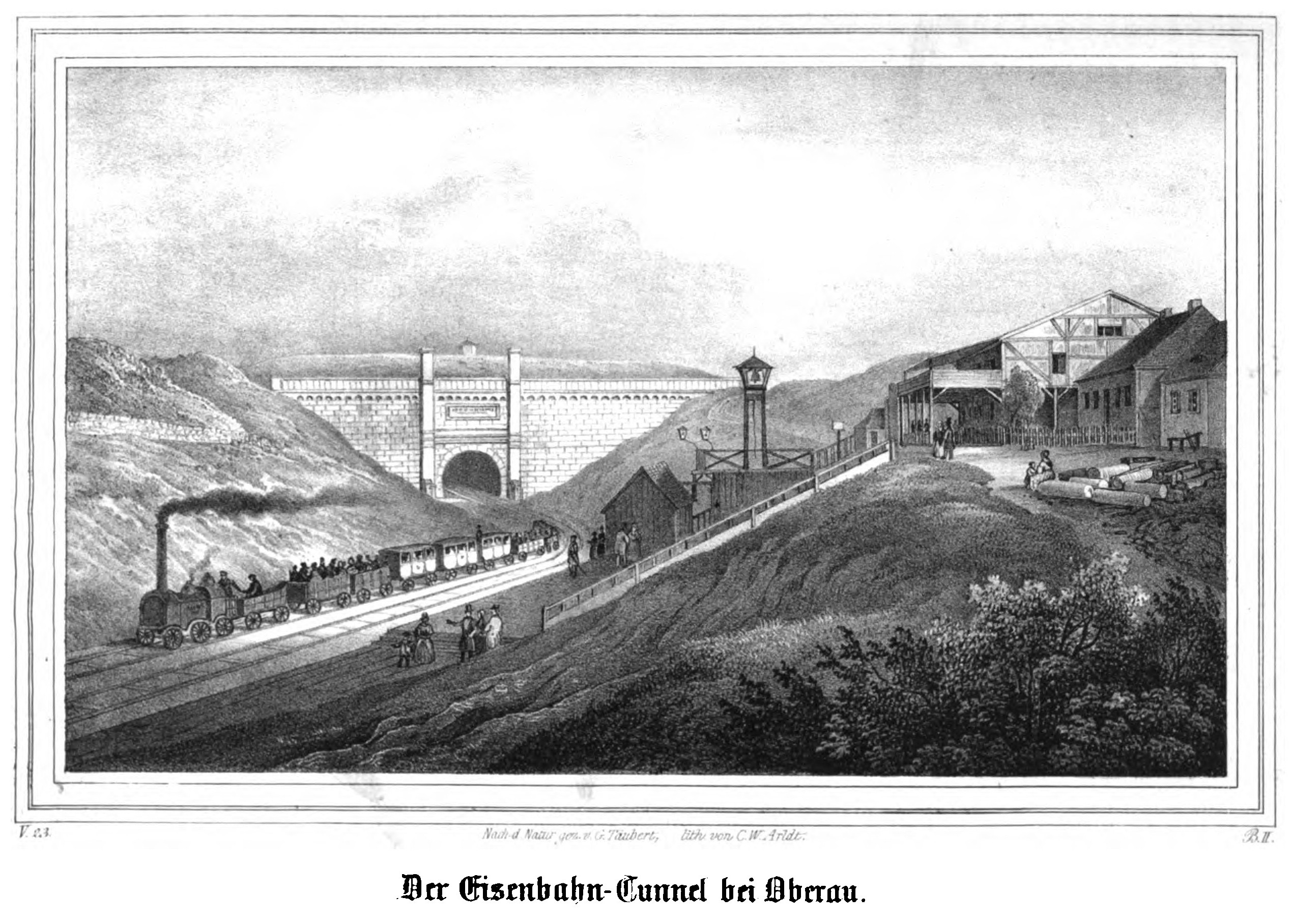
Oberauer Tunnel

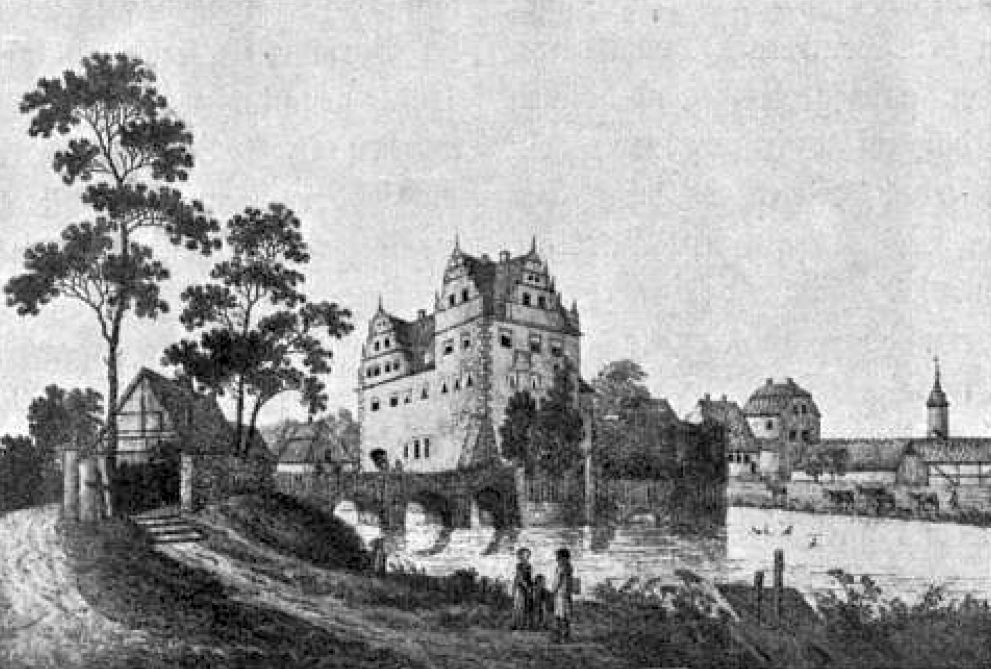
Ansicht um 1730

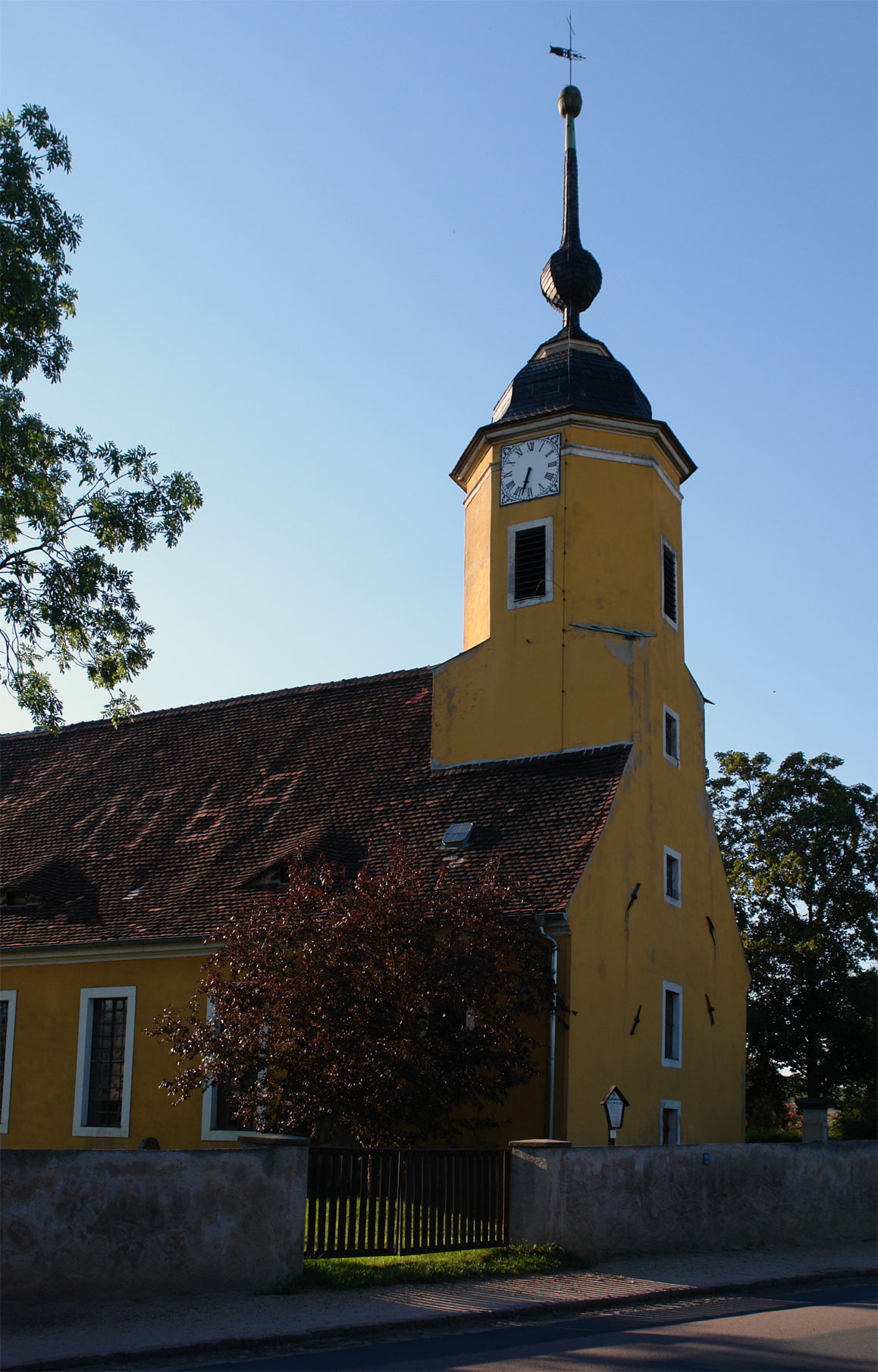
St.-Katharinen-Kirche

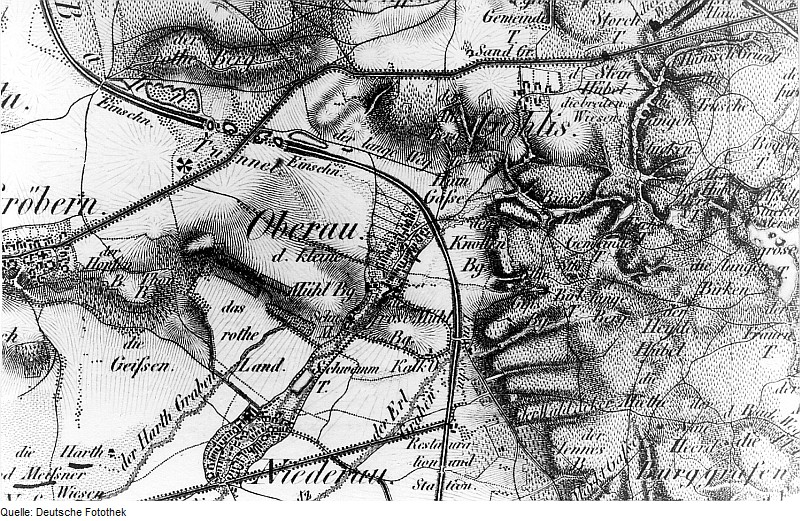
Oberau auf einer Karte aus dem 19. Jahrhundert

Oberau ist ein Ortsteil der Gemeinde Niederau im Landkreis Meißen in Sachsen. Er ist bekannt für den Oberauer Tunnel, der als erster Vollbahntunnel auf dem europäischen Festland gilt, und für das Schloss Oberau.

## Geographie
Oberau liegt in der gleichnamigen Gemarkung im Osten der Gemeinde Niederau. Benachbarte Orte sind Niederau im Südwesten und Weinböhla im Südosten. Nordöstlich benachbart ist Gohlis, westlich der Niederauer Ortsteil Gröbern.
Oberau erstreckt sich in Nordost-Südwest-Richtung am Niederauer Dorfbach, der durch die sich westlich Oberaus ausdehnende Nassau hin zur Elbe bei Meißen-Niederfähre abfließt. Der Bach entwässert die Oberauer Teiche östlich des Ortsteils. Sie liegen im Landschaftsschutzgebiet Friedewald und Moritzburger Teichgebiet und bestehen aus Neu-, Groß-, Merz-, Zink-, Stein-, Gemeinde-, Fuchs- und Gondelteich. Der Neuteich ist dabei ebenso als Naturschutzgebiet (10,45 Hektar, seit 4. Juli 1974) ausgewiesen wie die Ziegenbuschhänge (ca. 20 Hektar, seit 30. März 1961) nördlich des Ortes. Bei Oberau tritt die Lausitzer Verwerfung unter anderem im Gellertberg als Geländestufe zu Tage. Landwirtschaftlich genutzte Flächen umgeben den Ortsteil. Ein Großteil der bebauten Fläche liegt innerhalb des jahrhundertealten Dorffriedens, also der Grenze, die Höfe und Gärten des Dorfes von den Feldern trennte.
Wichtigste Straße in Oberau ist die Großdobritzer Straße, die als Hauptstraße durch den Ortskern führt und ihn über Gohlis mit Großdobritz verbindet. Weitere Ortsverbindungen führen nach Niederau und Gröbern. Im Dorfkern verlaufen außerdem die Straßen Am Dorfbach und Thomas-Müntzer-Ring.
An den ÖPNV ist Oberau über die Buslinie 459 der Verkehrsgesellschaft Meißen angebunden. Im benachbarten Niederau besteht Eisenbahnanschluss entlang der Bahnstrecke Leipzig–Dresden. Diese und die Bahnstrecke Berlin–Dresden verlaufen im Osten der Oberauer Flur parallel zueinander in einem weiten Bogen in Richtung Jessen bzw. Coswig. Nördlich von Oberau lag von 1837/39 bis 1933/34 an der Leipziger Strecke der Oberauer Tunnel, ein sehr früher Eisenbahntunnel. Auf ihn beziehen sich die noch heute bestehenden Straßennamen Tunnelweg und Am Tunnelgraben.

## Geschichte
Der Ortsname fand 1274 erstmals Erwähnung als „Owa“. Dieses mittelhochdeutsche Wort bedeutet „Aue“ und steht hier für Oberau und/oder Niederau. Schon zwei Jahre später nennt eine Urkunde den Personennamen „Ulricus de Ouwa“. Historiker nehmen deshalb an, dass 1276 ein Herrensitz im Ort bestand. Alle Erwähnungen ab 1433 unterscheiden dann zwischen Oberau und Niederau. Belegt sind unter anderem die Formen „obir Ouwe“, „Obirauwe“, „Vbirawe“ und „Oberauwe“. Der Ortsname bedeutet demnach „Siedlung in der oberen, höher gelegenen Aue“, wobei sich „Aue“ auf die Lage am Dorfbach am Rand der Nassau bezieht. Im Jahr 1791 ist die heutige Schreibweise belegt.
Das Straßenangerdorf war im Jahr 1900 von einer 679 Hektar großen Gewannflur umgeben. Die Bewohner Oberaus lebten vorwiegend von der Landwirtschaft; sie bewirtschafteten im Jahr 1764 eine Fläche von 9 3/8 Hufen zu je 36 Scheffel. Östlich des Ortes lag das 1433 als wüst bezeichnete Dorf Droschkewitz.
Bereits um 1500 bestand in Oberau eine Pfarrkirche. Eingepfarrt waren das benachbarte Gohlis und Kreyern. Seit 1829 ist die Oberauer St.-Katharinen-Kirche eine Filialkirche von Niederau, beide bilden heute die Kirchgemeinde Niederau-Oberau.
Die Grundherrschaft in Oberau übte bis 1550 das Kloster Altzella bei Nossen aus, das im Ort ein 1541 erwähntes Vorwerk betrieb. Danach ging die Grundherrschaft an das Rittergut Batzdorf und damit an die Herren von Miltitz über. In den Jahren 1696, 1764 und 1875 findet dann ein Rittergut in Oberau Erwähnung, das ebenfalls unter miltitzscher Herrschaft stand. Daraus ging das heutige Schloss Oberau, ein altes Wasserschloss, hervor.
Die Verwaltung oblag zunächst der Pflege, später dem Amt Hayn und 1843 dann dem Amt Meißen. Im Jahr 1856 gehörte Oberau dann zum Gerichtsamt Meißen und kam danach zur Amtshauptmannschaft Meißen, aus der der gleichnamige Landkreis hervorging. Auf Grundlage der Landgemeindeordnung von 1838 erlangte Oberau seine Selbständigkeit als Landgemeinde. Die Eingemeindung des kleineren Nachbarorts Gohlis erfolgte 1936. Seit dem 1. Juli 1950 gehört Oberau zur Gemeinde Niederau.
Südlich vom Schloss, am Osthang des Niederauer Dorfbaches befindet sich ein historisch bemerkenswertes Weinhäusel aus geschätztem 15. Jahrhundert mit zwei Tonnengewölben von je 9x5x3 m (LBH).

## Einwohnerentwicklung
| Jahr | Einwohnerzahl                  |
| ---- | ------------------------------ |
| 1551 | 23 besessene Mann, 23 Inwohner |
| 1764 | 17 besessene Mann, 13 Häusler  |
| 1834 | 293                            |
| 1871 | 350                            |

| Jahr | Einwohnerzahl |
| ---- | ------------- |
| 1890 | 435           |
| 1910 | 466           |
| 1925 | 561           |
| 1939 | 834           |

| Jahr | Einwohnerzahl |
| ---- | ------------- |
| 1946 | 905           |
| 2010 | 228           |

## Persönlichkeiten
- Dietrich Alexander von Miltitz (1726–1792), kurfürstlich-sächsischer Oberst, kaiserlicher Generalmajor
- Ernst Haubold von Miltitz (1739–1774), kurfürstlich-sächsischer Oberstleutnant und Amtshauptmann
- Dietrich von Miltitz (* 30. Januar 1769 in Oberau; † 29. Oktober 1853 in Siebeneichen), preußischer General